# La Losa
La Losa è un comune spagnolo di 393 abitanti situato nella comunità autonoma di Castiglia e León.